# Типографский Станок (созвездие)

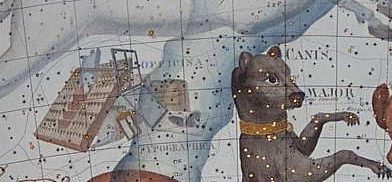
Отменённое созвездие Печатного Станка. Сверху созвездие Единорога, справа — Большого Пса.

Типогра́фский Стано́к (Печатный Станок) (лат. Officina Typographica) — отменённое созвездие. Предложено в «Уранографии» немецким астрономом Иоганном Боде в 1801 году в честь 350-летия изобретения печатного станка. Находилось рядом со звездой Сириус, альфой Большого Пса.
Согласно рассказу французского астронома Жозефа Лаланда, изложенному в его книге Histoire Abrégée de l’Astronomie, они с Боде в 1798 году договорились ввести на небесную карту два созвездия, названные в честь немецкого и французского изобретений: Станок Гутенберга и Шар Монгольфье. В опубликованной «Уранографии» Боде назвал их соответственно Печатный Станок и Воздушный Шар Оба созвездия были нанесены на многие европейские небесные карты XIX века.
Созвездие не пользовалось популярностью среди астрономов. Ныне созвездие не занесено Международным астрономическим союзом в официальный список созвездий. В настоящее время это место на небе занято частью созвездия Единорога.